# Punt de llibre giratori

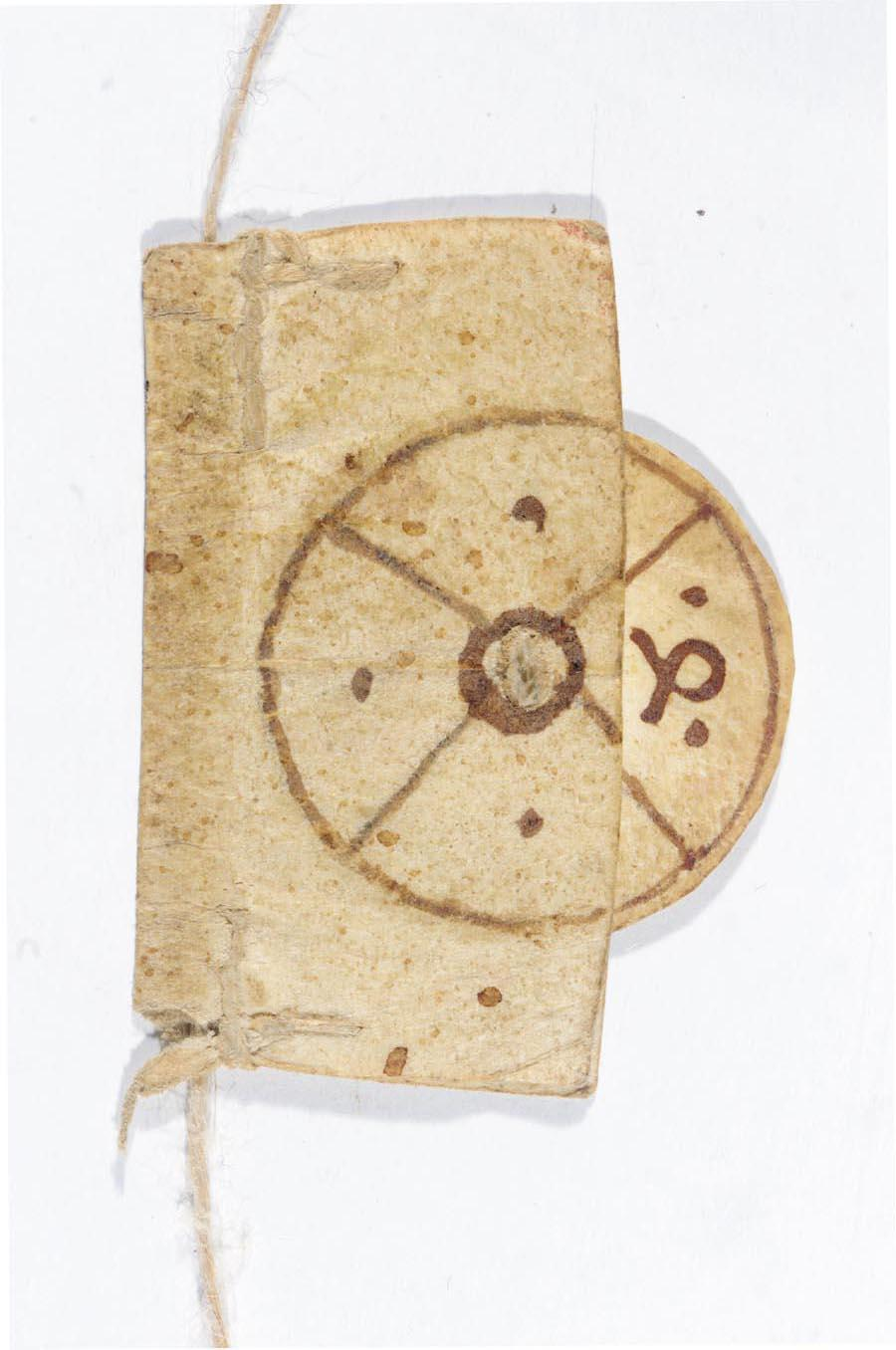
Punt de llibre giratori del segle XIV o principis del segle XV a França.

Un marcador giratori, o punt de llibre giratori, era un tipus particular de marcador utilitzat a Europa durant l'Edat Mitjana. eren eines dissenyades per facilitar la lectura en còdexs i llibres medievals, especialment en obres amb text dens organitzat en doble columna. A diferència dels marcadors fixos, aquests disposaven d’un sistema adaptable que permetia als lectors marcar tant la línia com la columna específica que estaven llegint.
S'han pogut trobar una trentena de marcadors giratoris d'aquest tipus a les biblioteques de l'Europa continental i mitja dotzena a Anglaterra.

## Descripció
A diferència dels marcadors fixes (com les pestanyes de pergamí), els giratori oferien precisió dinàmica, adaptant-se a textos complexos. Van caure en desús amb la impremta, que va estandarditzar formats menys densos.
Els marcadors giratoris (o lliscants) estan units a una corda o a una cinta, al llarg de la qual es pot fer lliscar el marcador cap amunt i cap avall per marcar una línia i una columna, a un nivell específic de la pàgina. Un disc de pergamí giratori adjunt al marcador té uns números per a designar una de les columnes de les dues pàgines entre les quals es col·loca el marcador.

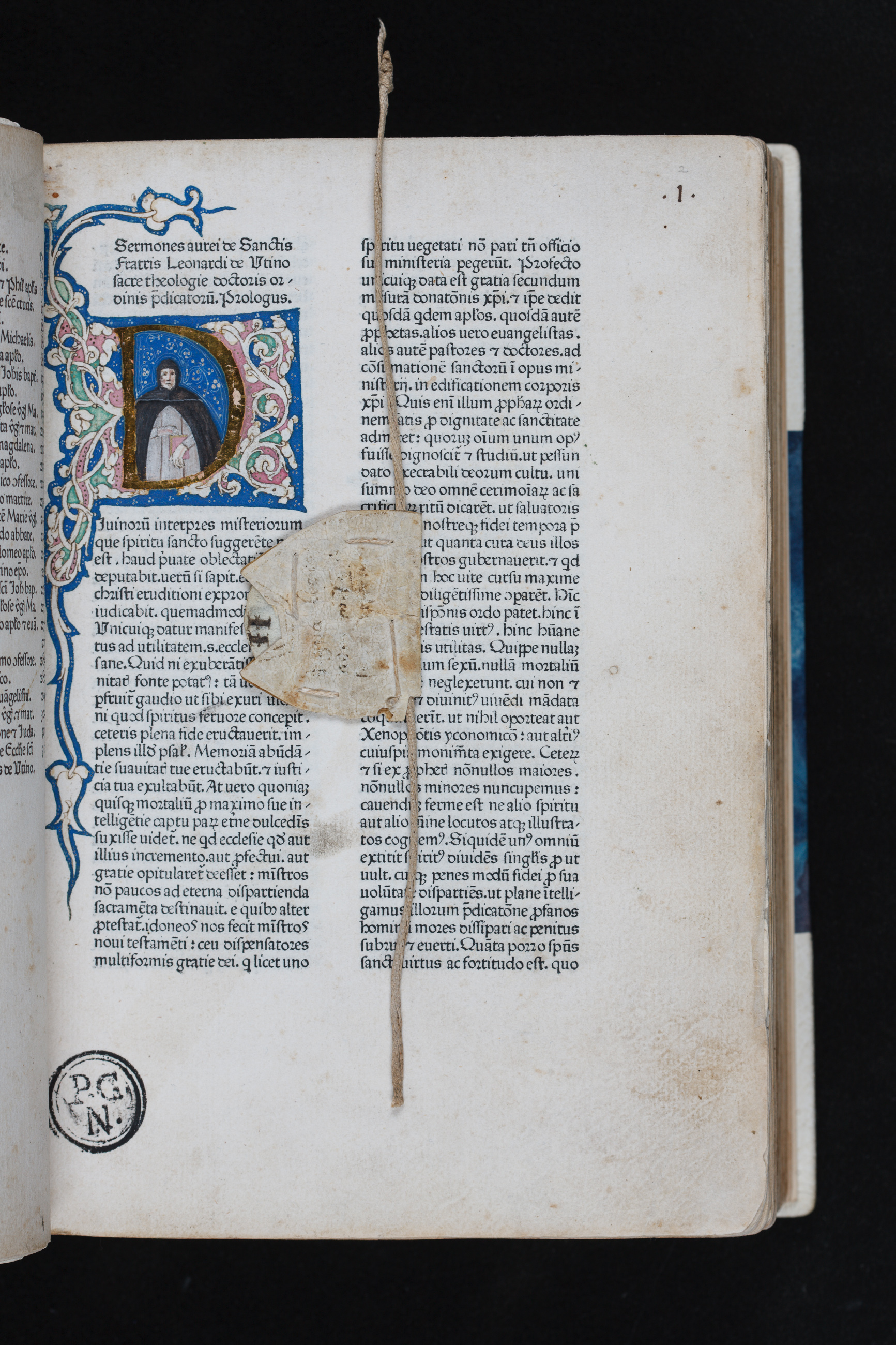
Un punt de llibre giratori del segle XV.

## Context històric
Aquests marcadors eren habituals en llibres litúrgics, bíblies i textos acadèmics, on la consulta ràpida era essencial. La seva presència en manuscrits de luxe suggereix que eren instruments valorats per erudits i religiosos. Alguns exemplars conservats mostren decoracions amb daurats o pigments, indicant el seu ús en entorns benestants. Es desconeix l'origen de l'objecte; pot haver estat dissenyat directament pels lectors d'obres impreses, o primer pels copistes de manuscrits per facilitar el seu treball abans de ser imitat posteriorment pels propis lectors

## Exemples conservats
- British Library (Londres): Manuscrits del s. XIII-XV amb marcadors giratoris intactes.[6]
- Biblioteca Vaticana: Còdexs amb discs numerats per a columnes múltiples.